# Euphorbia pumicicola
Euphorbia pumicicola är en törelväxtart som beskrevs av Michael J. Huft. Euphorbia pumicicola ingår i släktet törlar, och familjen törelväxter. Inga underarter finns listade i Catalogue of Life.